# Kállai Gábor (sakkozó)
Kállai Gábor (Budapest, 1959. február 21. – 2021. december 31.) sakkozó, nemzetközi nagymester, sakkszakíró, FIDE-mesteredző. Édesapja: Kállai István író.

## Sakk pályafutása
14 éves korától minden percét a sakkozás töltötte ki, Szabó László és Forintos Győző nagymesterek tanítványának vallotta magát. 1982-ben szerezte meg a nemzetközi mesteri, 1995-ben a nemzetközi nagymesteri címet. Mindezen időszakban Ribli Zoltán és Polgár Zsuzsa szekundánsaként is tevékenykedett. 2005-ben elsőként a magyar edzők közül szerezte meg a FIDE Senior Trainer (mesteredző) címet. Tucatnyi sakk-könyv szerzője, a Mindentudás Egyetemének sikeres előadója (2007) és több újság sakkrovatának vezetője volt. Kitűnő előadókészsége és humora miatt a televíziókban is gyakran szerepelt, ahol mindig óriási lelkesedéssel népszerűsítette a sakkot. 2006-tól a Sport TV Sakkk!-műsorának a házigazdája.
1991–1995 között a Magyar Sakkszövetség elnökségi tagja, 2001 és 2005 között szakmai igazgatója, majd 2006–2011 között PR igazgatója volt. 2014 elejétől az MTK újrainduló sakkszakosztályának elnöke, valamint a Bay Area Chess (Kalifornia) közhasznú szervezet igazgatótanácsának tagja. A Magyar Sakkozásért Alapítvány életre hívásának kezdeményezője, majd egyik alapító kurátora.
Legnagyobb egyéni sikere: Rapid világbajnokság VII. hely (Mazatlan, Mexikó), 1988.
Élete legjelentősebb sikerét szövetségi kapitányként érte el, amikor 2002-ben a bledi sakkolimpián a dobogó második fokára vezette a magyar férfi válogatottat.
Bajnokságot nyert az MTK-VM, a Miskolci SSC, a Bern és Strasbourg csapatával. Ez utóbbinak 15 évig volt éljátékosa.
Élő-pontszáma halálakor 2456 volt, ezzel a magyar ranglistán a 38. helyet foglalta el. Legmagasabb Élő-pontszáma 2555 volt 2001. júliusban és októberben.

## Edzői, bírói tevékenysége
- Ribli Zoltán szekundánsa 1983–1986
- Polgár Zsuzsa egyik edzője: 1980–1994
- a Magyar Sakkszövetség szakmai igazgatója és a válogatott kapitánya: 2001–2005
- a 2002-es Sakkolimpián ezüstérmes férfi válogatott kapitánya (Bled, Szlovénia)
- FIDE mesteredző (Senior Trainer) 2005-től;[8] a FIDE ezt a címet 2005-ig 41 edzőnek adta meg
- 2006-tól 2011-ig a Magyar Sakkszövetség PR-igazgatója

- 1993-tól volt nemzetközi versenybíró[9]

2021. december 31-én hunyt el. Halálát szívelégtelenség okozta.

## Díjai, kitüntetései
- 2002: Az év szövetségi kapitánya 3. hely[10]
- 2003: A Magyar Köztársasági Érdemrend lovagkeresztje a sakkválogatott kapitányának, a magyar sakkválogatott tagjainak a XXXV. sakkolimpián nyújtott teljesítményükért.[11]

## Könyvei, előadásai, műsorai
Szakíró, 8 könyve jelent meg több nyelven. A Megnyitások könyve c. műve (1997) az elmúlt 10 év egyik alapműve; angolul, németül, franciául, olaszul is megjelent, többször kiadták.
- Zoltán Ribli–Gábor Kállai: Winning the Queen's Indian, London, Batsford, 1987, ISBN 0713453664 ISBN 9780713453669
- Kállai Gábor: Megnyitások könyve, Alfadat-Press, első kiadás 1990, 2003, ISBN 9638103086
- Zoltán Ribli–Gábor Kállai: Winning with the English, H. Holt, New York, 1992, 1993, ISBN 0805026428 ISBN 9780805026429
- Gábor Kállai: Buch der Eröffnungen, Caissa Chess Books, 1996 (német nyelven) ISBN 398057010X
- Gábor Kállai: Basic Chess Openings, 1997, Everyman Chess (angol nyelven), ISBN 1857441133 ISBN 9781857441130
- Gábor Kállai: More basic chess openings, Cadogan chess, London, 1997, ISBN 1857442067 ISBN 9781857442069
- János Szabolcsi-Gábor Kállai: 64 Tests für 64 Felder, Caissa Chess Books, 1997
- Gábor Kállai: Traité Moderne des Ouvertures (A megnyitások modern kézikönyve II.) (francia nyelven), Caisse Chess Books, 1997
- Honfi György–Kállai Gábor: Újra csillog az ezüst, Sakkolimpia Bled, 2002, ISBN 963-206-132-2
- Kállai Gábor: Sakk-kaleidoszkóp, Alfadat-Press, 2004, ISBN 9638103507
- Kállai Gábor: Sakkpéntek, Alfadat-Press, 2006, ISBN 9638103590
- Szabolcsi János–Kállai Gábor: 64 kockára 64 teszt, Alfadat-Press, 2008, ISBN 9789638103116
- Szabolcsi János–Kállai Gábor: Sakk ünnepnapokra és hétköznapokra, Alfadat-Press, 2008, ISBN 9789638103147
- Kállai Gábor: Sakksztorik, Alfadat-Press, 2011, ISBN 9789638103901

- 2005-től a Népszabadság sakkrovat-vezetője volt
- 2006-tól a kéthetente jelentkező SAKKK! műsor házigazdája (TV-műsor, SPORT1 TV)
- "Hol végződik a sakktábla" címmel előadást tartott a Mindentudás Egyetemén 2007. március 12-én